# Руджеро де Лаурія
Руджеро де Лаурія (італ. Ruggiero di Lauria, сиц. Ruggeru di Lauria; араг. Rocher de Lauria, кат. Roger de Llúria,  17 січня 1245 — 19 січня 1305) — калабрійський адмірал на службі Арагонської корони, важливий учасник подій Сицилійської вечірні, хрестового походу проти Педро III і боротьби за Сицилію між братами Альфонсом Арагонським і Хайме Сицилійським.

## Біографія
19 квітня 1283 року призначений великим адміралом в новому арагонському уряді Сицилійського королівства, що постав в результаті заколоту Сицилійська вечірня проти французів. У значній мірі завдяки його таланту флотоводця не відбулася інтервенція Карла Анжуйського і, пізніше, його сина Карла Салернського (Карла II) на Сицилію, а також були відрізані шляхи сполучення анжуйців з Північною Африкою, де вони отримували данину. Взяв в полон Карла Салернського у битві біля Неаполя. Пізніше саме його перемога на морі над флотом Філіпа III змусила французів припинити так званий «хрестовий похід» проти Педро III Арагонського. Далі він брав участь в боротьбі за владу між Альфонсо Арагонським і його братом Хайме Сицилийським на стороні першого, тобто на цей раз його дії були спрямовані вже проти Сицилії. За свої успішні дії 1300 року отримав титул графа Мальти і Гоцо.